# Bache (Schiff)
Die USS Bache (DD-470) war ein zur Fletcher-Klasse gehörender Zerstörer der United States Navy, der am Zweiten Weltkrieg im Pazifikraum teilnahm. Nach einer zwischenzeitlichen Außerdienststellung gehörte der Zerstörer unter anderem zur im Mittelmeer operierenden 6. Flotte der US Navy. Im Februar 1968 ankerte die USS Bache vor Rhodos, als im Sturm die Ankerkette brach und das Schiff strandete. Sie wurde vor Ort abgewrackt.

## Namensgeber
Commander George Mifflin Bache (1840–1896) war ein Offizier der United States Navy, der im Sezessionskrieg auf Seiten der Union diente.

## Technik

### Rumpf und Antrieb
Der Rumpf der USS Bache war 114,7 m lang und 12,2 m breit. Der Tiefgang betrug 5,4 m, die Verdrängung 2.100 Tonnen. Der Antrieb des Schiffs erfolgte durch zwei Dampfturbinen von General Electric, der Dampf wurde in vier Kesseln von Babcock & Wilcox erzeugt. Die Leistung betrug 60.000 Wellen-PS, die Höchstgeschwindigkeit lag bei 35 Knoten.

### Bewaffnung und Elektronik
Hauptbewaffnung der USS Bache waren bei Indienststellung ihre fünf 5-Zoll/127-mm-Mark-30-Einzeltürme. Dazu kamen diverse Flugabwehrkanonen. Die Flugabwehrbewaffnung wurde im Laufe des Krieges weiter verstärkt. 1950 wurde das Schiff dann zum U-Jagdzerstörer umgebaut und erhielt eine verstärkte U-Boot-Abwehrbewaffnung, unter anderem einen Mk.108-U-Jagdraketenwerfer vor der Brücke.
Die USS Bache war mit Radar ausgerüstet. Am Mast über der Brücke waren ein SG- und ein SC-Radar montiert, mit denen Flugzeuge auf Entfernungen zwischen 15 und 30 Seemeilen und Schiffe in Entfernungen zwischen 10 und 22 Seemeilen geortet werden konnten.

## Geschichte
Die USS Bache wurde am 19. November 1941 bei Bethlehem Shipbuilding Corporation, Staten Island, New York auf Kiel gelegt und lief am 7. Juli 1942 vom Stapel. Taufpatin war die Tochter des Namensgebers Louise Bache. Am 14. November 1942 wurde der Zerstörer unter dem Kommando von Commander J.N. Opie in Dienst gestellt.

### 1943
Nach ihrer Indienststellung wurde die USS Bache im Geleitdienst nach Halifax eingesetzt und anschließend in der
Brooklyn Navy Yard, New York, für Restarbeiten eingedockt. Am 6. Februar 1943 verließ sie den Marinestützpunkt Norfolk, Virginia, und eskortierte den britischen Flugzeugträger Victorious nach Pearl Harbor, wo sie am 4. März 1943 einlief. Am 10. Mai nahm die Bache Kurs auf die Aleuten, wo sie bis Dezember eingesetzt wurde. Nach einer kurzen Überholung in Pearl Harbor wurde sie am 23. Dezember 1943 der 7. US-Flotte zugeteilt. Am 26. Dezember nahm sie an der Beschießung von Neubritannien teil.

### 1944
Bis zum 29. Oktober 1944 gehörte die USS Bache zur 7. US-Flotte und nahm unter anderem an der Landung auf Los Negros, Admiralitätsinseln am 29. Februar und der Beschießung von Zielen auf Ndrillo und Karunia Anfang März teil. Zwischen dem 10. April und dem 15. September wurde sie zur Beschießung von Zielen auf Neuguinea eingesetzt. Ein weiterer Einsatz gegen Landziele wurde am 20. Oktober mit der Beschießung von Leyte durchgeführt. Zusammen mit den anderen Einheiten der Task Group (TG) 77.3 nahm die USS Bache an der Schlacht in der Surigao-Straße. Am 29. Oktober verließ der Zerstörer Leyte und verlegte in die Vereinigten Staaten zur Überholung.

### 1945
Nach Abschluss der Arbeiten lief sie nach Eniwetok, wo sie am 20. Februar 1945 der 5. US-Flotte unterstellt wurde. Zwischen dem 28. Februar und dem 5. März wurde die USS Bache vor Iwo Jima eingesetzt. Am 1. April 1945 erreichte sie Okinawa und diente dort als Radarvorposten. Während eines Kamikaze-Angriffs wurde der Zerstörer leicht beschädigt, als das Flugzeug in Nähe des Schiffes ins Meer stürzte. Am selben Tag rettete die Besatzung der USS Bache die 74 Besatzungsangehörigen der USS LSM(R)-195. Der Zerstörer wurde am 13. Mai bei einem weiteren Kamikaze-Angriff schwer beschädigt. 41 Besatzungsangehörige starben und 32 wurden verwundet, als das Flugzeug die mittleren Aufbauten traf und seine Bombe ungefähr zwei Meter über dem Deck explodierte. Durch den Angriff fielen Dampf und Strom aus. Nach 20 Minuten konnten die ausgebrochenen Feuer unter Kontrolle gebracht werden. USS Bache wurde zum Stützpunkt auf den Kerama-Inseln geschleppt und provisorisch repariert. Der Zerstörer erreichte am 13. Juli zur Reparatur die New York Navy Yard und wurde anschließend zur Inaktivierung nach Charleston, South Carolina verlegt.

### Nachkriegszeit
Am 4. Februar 1946 wurde die USS Bache außer Dienst gestellt und der Reserveflotte zugeteilt. 1950 erfolgte der Umbau zum U-Jagdzerstörer und damit verbunden am 2. Januar 1951 die Umklassifizierung zu DDE-470. Der Zerstörer wurde am 1. Oktober 1951 erneut in Dienst gestellt und gehörte zur Atlantikflotte. Zum Einsatzgebiet gehörten die Karibik und das Mittelmeer. Am 30. Juni 1962 wurde das Schiff wieder als DD-470 klassifiziert.
Am 6. Februar 1968 lag die USS Bache vor Rhodos vor Anker, als im Sturm die Ankerkette brach und das Schiff strandete. Am 1. März 1968 wurde die Bache außer Dienst gestellt und aus der Flottenliste gestrichen. Sie wurde vor Ort abgewrackt.

## Auszeichnungen
USS Bache erhielt acht Battle Stars während des Zweiten Weltkrieges.